# Purity Ada Uchechukwu
Purity Ada Uchechukwu es una hispanista nigeriana.
Se doctoró (con una tesis titulada A Corpus-Based Analysis of Igbo and Spanish Copula Verbs) por la Universidad de Otto Friedrich, Bamberg (donde se especializó en Filología Románica, y en la misa universidad hizo una maestría en español).
Trabaja como profesora de español en la Universidad de Nnamdi Azikiwe, en la Facultad de Artes de Nigeria en el Departamento de Lenguas Modernas.
Está especializada en Lengua Española y su investigación académica se centra en la enseñanza del español como lengua extranjera. Ha participado en muchas ocasiones tanto en congresos como en seminarios sobre esta temática.
A lo largo de su trayectoria profesional ha publicado diversos trabajos y ha colaborado en libros. Entre sus publicaciones destacan:
- La enseñanza del español en África Subsahariana. Capítulo 21. La situación del español en Nigeria. Madrid: Instituto Cervantes, Los Libros de la Catarata, Casa África, AECID, Embajada de España en Kenia, 2014, 638 p. ISBN: 978-84-8319-944-2 NIPO: 503-14-027-5.[3][4][5][6]
- Lenguas españolas, lenguas oficiales y lenguas cooficiales: ¿Una cuestión de denominación? .ISSN:978-978-48450-4-5.[7]
- La globalización y el español en Estados Unidos como seña de identidad americana. Revista científica en el ámbito de la Comunicación Aplicada, ISSN-e 2174-1859, Vol. 4, N.º 2, 2014 (Ejemplar dedicado a: África con eñe. Número monográfico de la Cátedra Unesco de Investigación en Comunicación y África), págs. 181-191.[8]